# Luis de Córdova

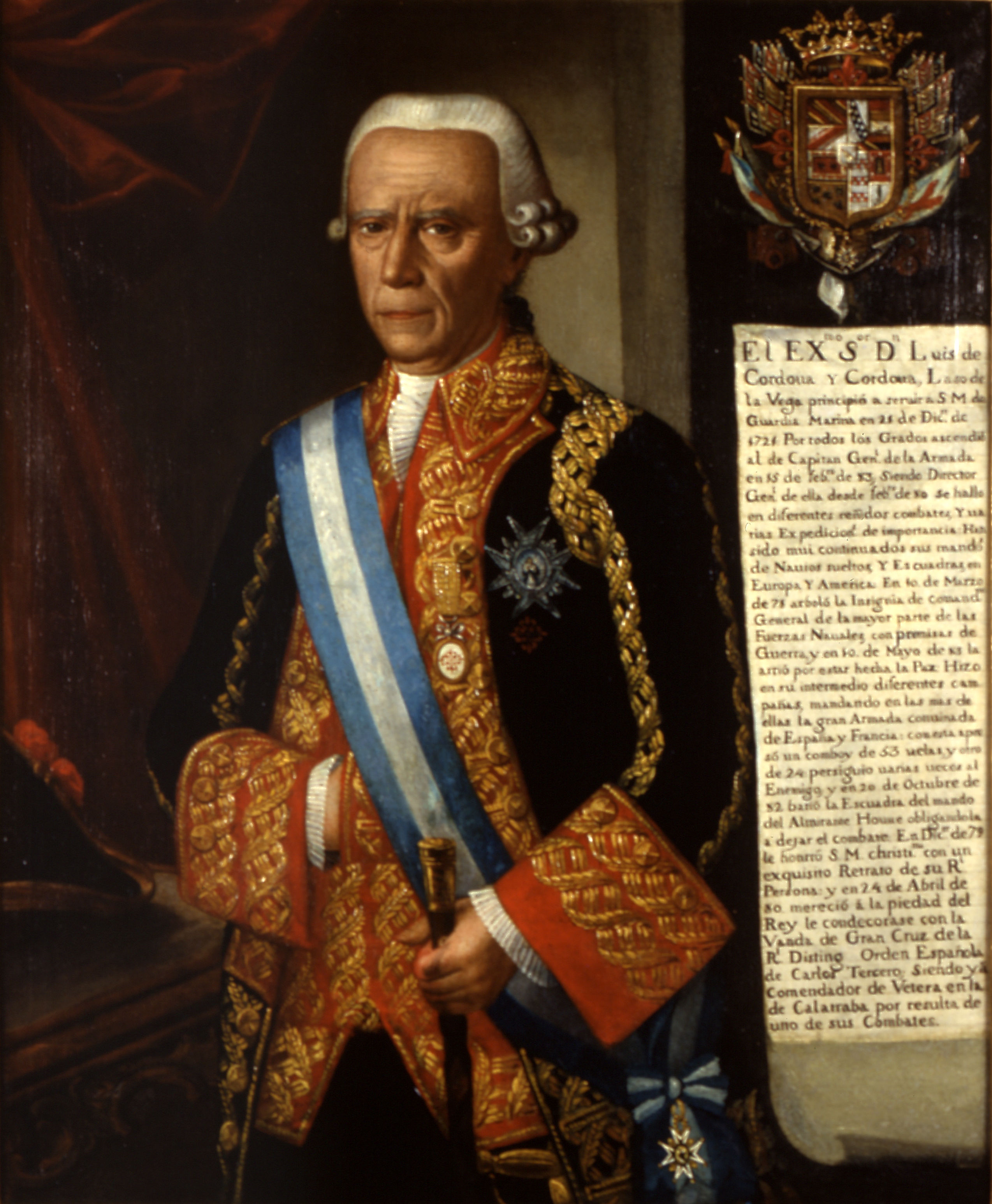
Admiral Luis de Córdova erhielt entscheidende Kommandos erst im hohen Alter, war dann jedoch nicht mehr flexibel, energisch und ausdauernd genug.

Luis de Córdova y Córdova (* 8. Februar 1706 in Sevilla, Spanien; † 29. Juli 1796 in Cádiz, Spanien) war ein spanischer Marineoffizier, zuletzt in der Position des Generalkapitäns der spanischen Marine.

## Leben

### Familie und Herkunft
Luis de Córdova war Sohn von Juan Francisco de Córdova Lasso de la Vega y de la Puente-Verástegui, Seemann und Ritter des Orden von Calatrava, und Clemencia Fernández de Córdoba Lasso de la Vega y Ventimiglia, Tochter von Diego Fernández de Córdoba y Lasso de la Vega.

### Karriere

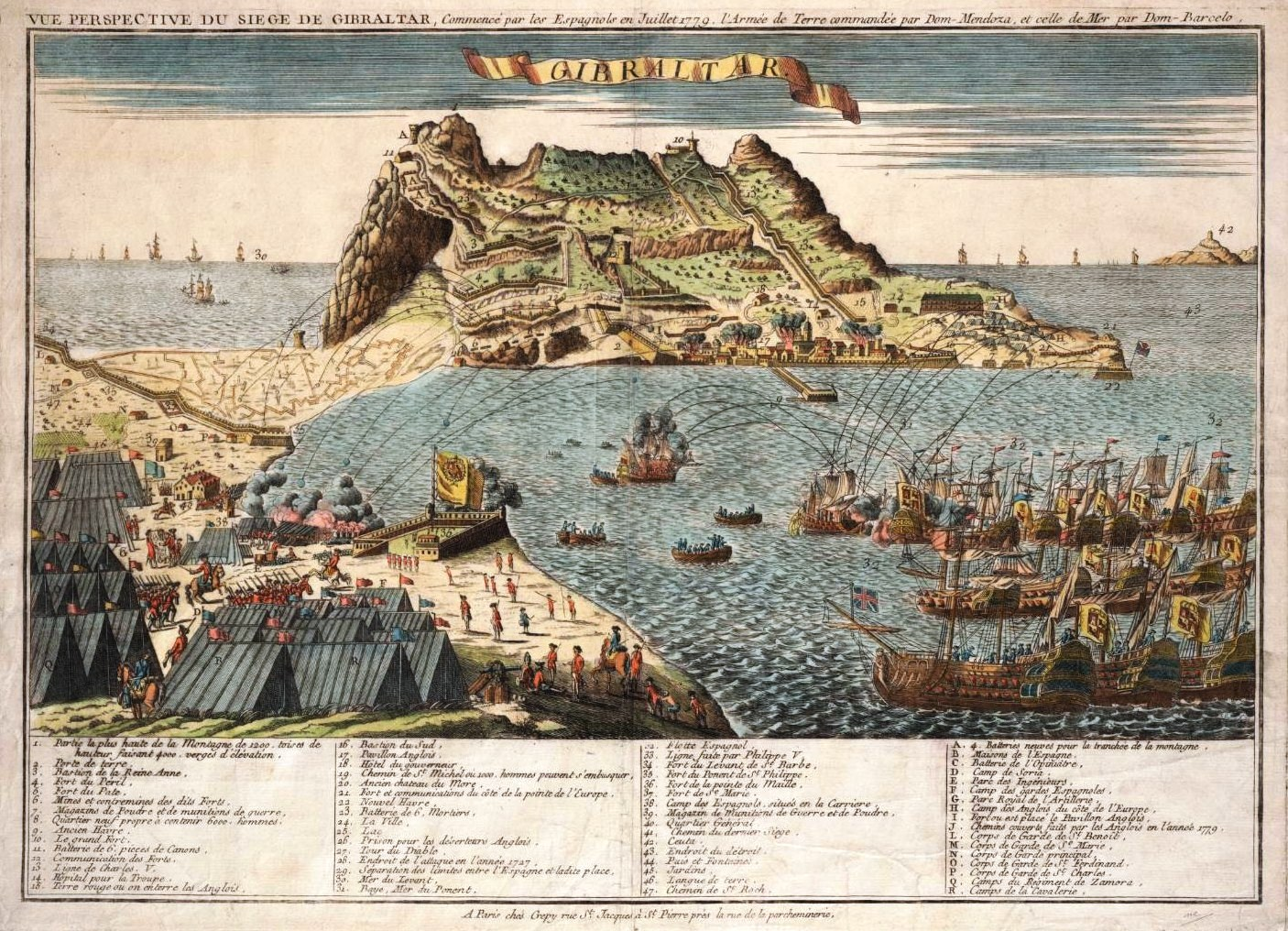
Gibraltar wurde seit 1779 von spanischen Schiffen belagert

Luis de Córdova trat 1721 als Offizieranwärter (Guardiamarina) in den Dienst der Marine und absolvierte in Cádiz seine vorläufige Ausbildung bis 1723 wo er zum Alférez de fragata ernannt wurde.
Im Jahr 1730 führte er das Kommando über jene Eskorte, die den späteren König Karl III. von Spanien nach Italien (Parma) brachte. Während des Polnischen Erbfolgekriegs nahm er teil an jenen Marineoperationen, die 1734 zum spanischen Sieg bei Bitonte beitrugen. Vor Cádiz versenkte er 1751 das algerische Piratenschiff Danzik, wofür er in den Orden von Calatrava aufgenommen wurde.
Zum Jefe de escuadra avancierte Córdova erst 1773, zum Teniente general und Befehlshaber des Geschwaders von Cádiz 1774 oder 1775. Entscheidende Kommandos erhielt er erst während des Amerikanischen Unabhängigkeitskriegs. Inzwischen schon 73 Jahre alt, befehligte Córdova 1779 eine Flotte von 30 bzw. 36 Linienschiffen, die sich mit ebenso vielen französischen Linienschiffen in Brest zu einer Landung in England vereinen sollte, aber schon auf dem Weg dahin in Stürmen zerstreut wurde. Während die Franzosen fortan vor allem im Nordatlantik und in der Karibik kämpften, verlagerte sich der Schwerpunkt des Seekriegs zwischen Spaniern und Briten demgegenüber auf den Kampf um Gibraltar. Es gelang Córdova aber weder, die britische Royal Navy in Gibraltar zu blockieren noch die Meerenge von Gibraltar zu sperren. Stattdessen war er im Kaperkrieg erfolgreich und erbeutete 1780 mehrere Schiffe zweier britischer Konvois. Daraufhin wurde Córdova zum Oberbefehlshaber (Generalkapitän) der spanischen Marine ernannt und 1781 erneut als Oberbefehlshaber einer vereinten spanisch-französischen Flotte gegen England in den Ärmelkanal entsandt. Entgegen dem Rat und Drängen des französischen Admirals de Guichen, die nach Torbay geflohene britische Kanalflotte dort vor Anker anzugreifen und zu vernichten, segelte Córdova nach Cádiz zurück und überließ den Kanal kampflos der Royal Navy. Trotz einer größeren Anzahl von Schiffen konnte er die Briten im Oktober auch 1782 in der Seeschlacht am Kap Spartel nicht schlagen. Erst 1791 wurde Córdova wegen seines hohen Alters aus dem Dienst verabschiedet.
Der Marinehistoriker Alexander Meurer führte Córdovas Misserfolge vor allem auf „Unvermögen“ infolge Überalterung zurück; Córdova sei „völlig unfähig“ und für den Seekrieg „verbraucht“ gewesen. (Überalterung betraf allerdings auch die französische Marine: Der oberste französische Admiral d’Orvilliers war bei Kriegsbeginn 70 Jahre alt, und auch de Guichen war schon 65 – wenn auch eben noch erheblich agiler als d’Orvilliers bzw. Córdova.) Dennoch wurde die Stadt Cordova in Alaska 1790 nach ihm benannt. Des Weiteren plant die spanische Marine, eine ihrer zukünftigen Fregatten der Bonifaz-Klasse nach Luis de Córdova zu benennen.

### Ehe und Familie
Luis de Córdova war mit María Andrea de Romay verheiratet. Aus dieser Verbindung ging der Sohn Antonio de Córdova y Romay hervor, der ebenfalls in der Marine diente und 1782 im Range eines Brigadier starb.